# Wechsler Adult Intelligence Scale
Wechsler Adult Intelligence Scale eller WAIS bedömer den generella kognitiva begåvningen, vanligen benämnd intelligens, intelligenskvot eller IQ. Instrumentet publicerades första gången 1955 som en utveckling av Wechsler-Bellevue test från 1939. WAIS-III publicerades på svenska 2003. Den senaste versionen - WAIS-IV - publicerades i USA 2008 och den svenska versionen publicerades 2010.
David Wechsler definierade intelligens som "The global capacity of a person to act purposefully, to think rationally, and to deal effectively with his/her environment."

## Översikt
Den senaste versionen, WAIS-IV består av 15 olika deltest som där sammanlagt 10 av deltesten kan ge ett mått på generell intelligens. Dessutom erhålls även indexmått på verbal funktion, perceptuell funktion, arbetsminne samt snabbhet. Samtliga dessa mått har ett medelvärde på 100 och standardavvikelse på 15, vilket innebär att i en normalpopulation befinner sig 68% av populationen inom standardavvikelse från medelvärdet eller mellan indexmått/IQ 85-115
WAIS-III, som fortfarande används på vissa kliniker, består av 14 olika deltest, som i olika kombinationer ger mått på generell intelligens, verbal intelligens, "performance" intelligens (riktigt bra översättning till svenskan har inte fastställts men förslag finns om icke-verbal, genomförande eller performal intelligens), index för verbal förståelse, index för perceptuell organisation, index för arbetsminne och index för snabbhet.

## Testvarianter
WAIS-IV är avsedd för bedömning i åldrarna 16 till 90 år, medan WAIS-III är avsedd för åldrarna 16 till 75 år.
För yngre personer finns Wechsler Intelligence Scale for Children (WISC, sex till sexton år) och Wechsler Preschool and Primary Scale of Intelligence (WPPSI, två och ett halvt till sju år).
Neuropsykologer använder även instrumentet för att göra bedömningar av dysfunktioner. För att instrumentet lättare skall fungera i det sammanhanget finns en variant benämnd som WAIS-IV NI (Wechsler Adult Intelligence Scale-III som Neuropsykologiskt Instrument), denna version finns dock endast i Sverige.

## Deltesten

Deltesten.

### Verbala funktion
LikheterAbstrakt verbalt resonerande.
Ordförråd
I vilken grad man lärt sig förstå och kan uttrycka ord.
InformationAllmänbildning, till stor del kulturspecifik.
FörståelseFörmåga att hantera abstrakta sociala konventioner, regler och uttryck.

### Arbetsminne
Sifferrepetition
Kunna koncentrera sig, vara uppmärksam och använda arbetsminnet.
Aritmetik
Koncentration medan man mentalt manipulerar matematiska problem.
Bokstavs-Siffer-RepetitionUppmärksamhets- och arbetsminneskrävande.

### Perceptuell funktion
BlockmönsterSpatial perception och problemlösande.
Matriser
Logisk förmåga. (påminner om Ravens matriser.)
Visuella pussel
Visuell analys, förmåga att se helheter.
Figurvikter
Problemlösning, logisk förmåga
Bildkomplettering
Förmåga att uppfatta detaljer.

### Snabbhet
Symbolletning
Visuell avkodning, mental snabbhet.
Kodning
Visuomotorisk koordination samt motorisk och mental snabbhet.
ÖverstrykningVisuell avkodning.